# Dunwich (città immaginaria)
Dunwich è una città immaginaria creata dallo scrittore statunitense Howard Phillips Lovecraft che viene citata nei suoi racconti e in quelli dei suoi epigoni. Compare in particolare nel racconto lungo L'orrore di Dunwich (1929). Dunwich è situata nella valle del fiume Miskatonic (a sua volta un corso d'acqua inventato dallo scrittore di Providence), nel Massachusetts settentrionale.
Dunwich è descritta da Lovecraft come un povero villaggio di hillbilly, non dissimili da quelli che, all'inizio del XX secolo, punteggiavano le pendici più povere e isolate del massiccio degli Appalachi, con gran parte delle abitazioni in diffuso stato di abbandono e decadenza.

Gli abitanti sono diffidenti, scortesi e molto superstiziosi. 
Successivamente agli eventi terribili narrati ne L'orrore di Dunwich, l'intera segnaletica stradale che conduce alla cittadina verrà misteriosamente rimossa.

## Origini della Dunwich letteraria
Una fonte di ispirazione del sinistro villaggio di Dunwich potrebbe essere stata la piccola città portuale di Dunwich, nella contea del Suffolk, in Inghilterra.
La città inglese è descritta (sebbene non ne venga menzionato il nome) nella poesia di Algernon Swinburne By the North Sea, e l'antologia delle opere di Swinburne faceva parte della biblioteca di Lovecraft. Dunwich nel Suffolk appare anche nel racconto del 1917 di Arthur Machen, intitolato The Terror, che è certo Lovecraft avesse letto.
È noto che diversi centri abitati del New England hanno come suffisso -wich, per esempio Ipswich, vicino a Salem, le città di East e West Greenwich nel Rhode Island, e, infine, la città di Greenwich nel Massachusetts, un villaggio rurale in rovina che venne sommerso quando fu creato il bacino idrico di Quabbin.
Infine, sebbene la pronuncia della città inglese sia DUN-nich, Lovecraft, non specificò mai, nei suoi appunti, la pronuncia da lui preferita.

## Altre ricorrenze
- Nel film The Dunwich Horror (L'Orrore di Dunwich), regia di Daniel Haller USA 1970, con protagonisti Dean Stockwell e Sandra Dee.
- Nel film Paura nella città dei morti viventi, regia di Lucio Fulci, Italia 1980. Sebbene la trama del film non sia attinente ai racconti di Lovecraft, il nome della città fu scelto come tributo verso lo scrittore statunitense.
- Per il gioco di ruolo da tavolo Il richiamo di Cthulhu, la casa editrice americana Chaosium pubblica H.P. Lovecraft's Dunwhich: Return to the Forgotten Village, Originariamente pubblicato, nel maggio 1991, col titolo Return To Dunwich.[2]
- Una città chiamata Dunwich, teatro di avvenimenti sinistri, è presente nel videogame A Bard's Tale, edito dalla Ubisoft nel 2005.
- Sono presentI un edificio e un luogo con questo nome neI giochi di ruolo Fallout 3, e Fallout 4.
- Esiste un gruppo di Symphonic metal italiano omonimo, i Dunwich, operativo dal 1985, i cui album hanno espliciti riferimenti lovecraftiani[3].